# Patro Eisden Maasmechelen
Koninklijke Patro Eisden Maasmechelen ist ein belgischer Fußballverein aus Maasmechelen in der Provinz Limburg. Aktuell spielt der Verein in Belgiens zweiter Liga, der Division 1B.

## Geschichte
Der Verein wurde 1935 als VV Patro Eisden gegründet und am 10. Juli 1942 unter diesem Namen in den Königlichen Belgischen Fußballverband aufgenommen. Er erhielt dabei die Stamnummer 3434. Nach Anerkennung durch die Société Royale nannte sich der Verein ab der Saison 1992/93 Koninklijke Patro Eisden. Zur Spielzeit 1998/99 folgte eine Umbenennung in Koninklijke Maasland Maasmechelen und ab der Saison 2001/02 hieß man Koninklijke Patro Maasmechelen. Als der Verein 2005 in Konkurs ging und in die vierte Liga zwangsabsteigen musste, vollzog er seine bis dato letzte Namensänderung und trägt seitdem seinen aktuellen Namen Koninklijke Patro Eisden Maasmechelen.

## Trainer
- August Hellemans (1950–1952, 1956–1958, 1960–1961)
- Nico Claesen (2003–2004, 2005–2008)

## Spieler
- Lei Clijsters (1975–1977)
- Paul Lambrichts (1975–1977)
- Nico Claesen (1977–1978)
- Janusz Kowalik (1979–1980)
- Vital Borkelmans (1979–1986)
- Walter De Greef (1988–1989)
- Marc Wagemakers (1996–2000)
- Marc Eberle (2001–2005)
- Peter Utaka (2003–2004)
- Taner Taktak (2011–2012)
- Lanfia Camara (2015–2016)
- Nicholas Dillon (2017–2018, 2020)
- Freddy Mombongo-Dues (2018–2022)
- Marvin Ogunjimi (2019–2020)
- Holly Tshimanga (2019–2020)
- Romero Regales (2020)
- Stef Peeters (seit 2023)
- Justin Heekeren (2024)